# 1629
1629. је била проста година.

## Догађаји

### Март
- 10. март — Енглески краљ Чарлс I је распустио парламент чиме је започео једанаестогодишњи период током кога се енглески парламент није састајао.

### Септембар
- 27. септембар — Кардинал Ришеље донео Алески едикт милости

## Рођења

### Март
- 14. март — Кристијан Хајгенс, холански математичар и физичар
- 29. март — Алексеј I Романов, руски цар

### Април
- 14. април — Кристијан Хајгенс, дански физичар

### Август
- 17. август — Јан III Собјески, пољски краљ и литвански велики војвода

### Децембар
- 12. децембар — Симеон Полоцки, руски књижевник

## Смрти

### Јануар
- 19. јануар — Абас I Велики, персијски владар (* 1571)

### Јун
- 18. јун — Пит Питерзон Хајн, холандски морнарски официр (* 1577)